# Robin Groot
Robin Groot (Alkmaar, januari 2001) is een Nederlandse, voormalige langebaanschaatsster. Ze werd viervoudig wereldkampioene bij de junioren in 2020 en reed professioneel bij Jumbo-Visma en Team IKO-X²O.

## Levensloop
Groot stond al op jonge leeftijd op de ijzers. Ze werd geïnspireerd door haar schaatsende opa en ging in Alkmaar op jeugdschaatsen.
Eind 2018 schaatste Groot op het NK 1000 meter en werd ze 18e. In 2019 haalde Groot op het Wereldkampioenschappen schaatsen junioren 2019 drie medailles en werd ze vierde in het allround klassement. Een jaar later haalde ze vier keer goud op de WK junioren 2020. Ze was de sterkste op zowel de 1500 meter, 3000 meter, massastart, als de ploegenachtervolging. In het allround klassement en op de 1000 meter werd ze tweede, en op de 500 meter werd ze derde, achter winnares Femke Kok.
Na het succesvolle WK maakte Groot de overstap van het Regionaal Talentencentrum Noordwest naar de opleidingsploeg van Jumbo-Visma. Groot ging zelfstandig wonen in Heerenveen en zette haar HBO-studie op een lager pitje. Ze trainde samen met Carlijn Achtereekte, Antoinette de Jong en Joy Beune, raakte overtraind en ging minder goed rijden. Daarna maakte trainer Sicco Janmaat schema's op maat, boekte ze weer vooruitgang en reed ze de wereldbeker massastart in Calgary.
In januari 2023 debuteerde ze op het EK allround in Hamar als reserve met een vierde plek. Ze viel in voor haar zieke "schaatszus" Joy Beune, waarmee ze samen voor het seizoen de overstap had gemaakt van Jumbo-Visma naar Team IKO. Groot kreeg haar reserverol door, nog geen twee weken daarvoor, vierde te worden tijdens het Nederlandse kampioenschap allround. In 2022, 2024 en 2025 werd ze op het NK vijfde. 
Groot bezit het baanrecord minivierkamp van de baan van Kardinge.
In juni 2025 stopte Groot met topsport.

## Persoonlijke records
| Afstand    | Tijd    | Datum            | Baan       |
| ---------- | ------- | ---------------- | ---------- |
| 500 meter  | 39,30   | 27 december 2022 | Heerenveen |
| 1000 meter | 1.16,53 | 22 december 2023 | Heerenveen |
| 1500 meter | 1.56.59 | 28 december 2023 | Heerenveen |
| 3000 meter | 4.02.72 | 29 december 2023 | Heerenveen |
| 5000 meter | 7.00,56 | 30 december 2023 | Heerenveen |

Bron: Speedskating Results

## Resultaten
| Jaar | NK Afstanden                             | NK Allround             | EK Allround         | WK Junioren                                      |
| ---- | ---------------------------------------- | ----------------------- | ------------------- | ------------------------------------------------ |
| 2019 | 18e 1000m 17e 1500m 16e 3000m            |                         |                     | 4e · (7e, 5e, 4e, ) · massastart · achtervolging |
| 2020 | 16e 3000m                                |                         |                     | · (, ) · massastart · achtervolging              |
| 2021 | DQ 1000m                                 | NC14 (12e, 18e, 12e, -) |                     |                                                  |
| 2022 | 16e 1500m 11e 3000m 4e massastart        | 5e (4e, 7e, 6e, 7e)     |                     |                                                  |
| 2023 | 8e 1500m 7e 3000m 4e 5000m 5e massastart | 4e (4e, 4e, 6e, 7e)     | 4e · (, 4e, 4e, 4e) |                                                  |
| 2024 | 9e 1500m 6e 3000m 7e 5000m 4e massastart | 5e (5e, 4e, 5e, 6e)     |                     |                                                  |
| 2025 | 13e 3000m                                | 5e (7e, 6e, 5e, 5e)     |                     |                                                  |

Team IKO
Joy Beune · Stijn van de Bunt · Mats van den Bos · Sebas Diniz · Michelle de Jong · Robin Groot · Pien Hersman · Marten Liiv · Dai Dai N'tab · Jesse Speijers · Bart Swings · Kayo Vos
Coach: Erwin ten Hove · Martin ten Hove · Erik Bouwman